# Aedes monticola
Aedes monticola är en tvåvingeart som beskrevs av John Nicholas Belkin och Mcdonald 1957. Aedes monticola ingår i släktet Aedes och familjen stickmyggor. Inga underarter finns listade i Catalogue of Life.